# هبرون (شخصیت کتاب مقدس)
هبرون (انگلیسی: Hebron) پسر قهات و نوه لاوی بود، در نتیجه برادر عمران (پدر موسی) و عموی هارون، میریام و موسی بود. هبرون در متن به عنوان بنیانگذار قبیله هبرونی لاویان به تصویر کشیده شده‌است.